# François Fonvieille-Alquier
 (mai 2023).
Si vous disposez d'ouvrages ou d'articles de référence ou si vous connaissez des sites web de qualité traitant du thème abordé ici, merci de compléter l'article en donnant les références utiles à sa vérifiabilité et en les liant à la section « Notes et références ».
François Fonvieille-Alquier, né le 10 février 1915 à Carcassonne et mort le 14 février 2003 à La Verrière, est un journaliste et essayiste français.

## Biographie
Orphelin d'un père tué dès les premières semaines de la Première Guerre mondiale, François Fonvieille est élevé par sa mère Gabrielle, avant d'être adopté par son beau-père, Ernest Marie Henri Alquier (1872-1948), juge au tribunal de Carcassonne. Elève brillant au lycée de Carcassonne, Fonvieille-Alquier obtint son baccalauréat en 1932 avant de poursuivre ses études à la faculté de Montpellier et d'en sortir diplômé de philosophie, de psychologie et de sociologie. Au sein du campus, il se faire élire comme représentant des étudiants du Comité antifasciste de Montpellier. Il épouse à Carcassonne le 28 octobre 1937, Gisèle Georgette Augustine Pascal, dont il divorcera cinq ans plus tard, et s'installe dans cette ville. D'abord professeur de littérature dans l'Aude (département), François Fonvieille est ensuite nommé à Montluçon comme professeur de philosophie. Durant la guerre civile espagnole, il participe aux convois de livraison d'armes pour les Républicains avant d'être envoyé à Limoges pour enseigner. Dans cette ville, ses activités communistes déplaisent au régime de Vichy qui le fait condamner, avant de le révoquer le 29 avril 1941.
Sous l'occupation allemande, Fonvieille-Alquier dirige le Front National de Libération (organe communiste de la Résistance) à l'appel du Parti communiste français le 15 mai 1941. Il devient ensuite l'un des fidèles bras-droit du colonel Georges Guingouin au sein du maquis du Limousin (ancienne région administrative). Fonvieille est vice-président du Comité Régional de Libération en 1945, puis Premier adjoint au maire de Guingouin au Conseil municipal de Limoges. Il dirige également le journal l'Echo du Centre. Chroniqueur régional à Libération de 1941 à 1964, il quitte le Parti Communiste, à la suite de l'invasion de la Hongrie par les Soviétiques. Profondément humaniste, Fonvieille s'oppose à toute forme de totalitarisme et particulièrement au stalinisme.
Remarié le 5 octobre 1950 avec Lucienne Clavelle, il a deux enfants : François et Nathalie.
À l'instar de nombre de ses anciens camarades de lycée, Fonvieille-Alquier conserve une rancœur contre la guerre qui lui a enlevé son père. Dans la préface de son livre, Ils ont tué Jaurès, son ami Gaston Bonheur raconte : "Tout mon enfance, et pendant sept ans où je fus pensionnaire au lycée de Carcassonne avec, sur ma vareuse d'uniforme, le brassard noir de Pupille de Nation, je me suis senti l'orphelin de Jaurès. Tous ceux d'entre nous qui portions son deuil, nous nous rassemblions frileusement dans le seul coin ensoleillé de la cour de récréation, loin des jeux heureux. Et, parmi nous, le plus jeune était François Fonvieille."
Farouche opposant au Gaullisme politique, il est condamné en 1966 pour offense au chef de l'État lors de la publication de son ouvrage pamphlétaire "Réapprendre l'irrespect".
François Fonvieille-Alquier meurt le 14 février 2003 à l'âge de 88 ans. Il est le demi-frère d'Aline Alquier (1921-2017), journaliste et écrivaine, vice-présidente de l'Association des Amis de George Sand.
Une rue porte son nom à Beaune-les-Mines depuis le 1er juin 2005.

## Œuvres[5]
- Avec préméditation, 1945
- La Grèce avant l'orage, 1950
- La séparation, 1959
- Réapprendre l'irrespect, bréviaire pour l'après-gaullisme, 1966
- Le crime parfait du professeur Roquelongue, 1966
- Ils ont tué Jaurès (31juillet 1914), Éditions Robert Laffont, 1968
- Les illusionnaires, 1968
- La grande peur de l'après-guerre (1946-1953), 1973
- La fin des dogmatismes (1973)
- L'affaire Hégésias, liberté d'expression contre raison d'État, Éditions Albatros, 1974
- Plaidoyer pour la IVe République, Éditions Robert Laffont, 1976
- L'Euro Communisme, Fayard, 1977
- Une France Poujadiste ? De Poujade à Le Pen et à quelques autres, Éditions universitaires, 1984